# Golo (Insel)
Golo, englisch Golo Island, ist eine philippinische Insel im Südchinesischen Meer. Sie liegt etwa 1,1 km vor der Südwestspitze der Insel Lubang und 11 km nördlich von Mindoro.

## Geographie
Die längliche, üppig bewachsene Insel Golo ist die südlichste der Lubang-Inseln. Der Ort Bulacan liegt an der Nordküste, der Ort Talaotao an der Westküste.

## Verwaltung
Die Insel bildet mit Teilen der nördlichen Lubang-Inseln die Gemeinde Looc (Municipality of Looc) in der philippinischen Provinz Occidental Mindoro.